# Pholiota aurivella
Pholiota aurivella là một loài nấm của chi Pholiota, trong họ Strophariaceae, thuộc bộ Agaricales. Loài này được tìm thấy trong các cánh rừng ở New Zealand và ở Hoa Kỳ. Nấm xuất hiện ở khu vực phía tây và tây nam nước Mỹ, trong khoảng thời gian mùa hè và mùa thu. Một vài tài liệu liệt kê đây là nấm ăn được, tuy nhiên nhà khoa học David Arora đánh giá nấm này "nên tránh dùng." Nấm aurivella thường nhầy dính và mọc thành cụm trên các cây còn sống hoặc đã mục.